# Idruro di calcio
L'idruro di calcio è il composto inorganico con formula CaH2. Il calcio è un metallo alcalino terroso e il suo idruro è un idruro ionico al pari degli analoghi composti di stronzio e bario. In condizioni normali il composto puro è una polvere bianca, ma il prodotto commerciale è normalmente grigiastro per la presenza di impurezze di calcio metallico e ossido di calcio. Viene usato come riducente e come essiccante.

## Storia
La reazione a caldo tra calcio metallico e idrogeno fu menzionata per la prima volta nel 1891 da Clemens Winkler. Il composto puro fu isolato per la prima volta nel 1898 da Henri Moissan, che lo ottenne facendo passare un flusso di idrogeno su calcio cristallino scaldato al calor rosso.

## Sintesi
Industrialmente viene preparato a partire dagli elementi per sintesi diretta a 400 ºC:
{\displaystyle {\ce {Ca + H2 -> CaH2}}}

## Struttura
Gli idruri di calcio, stronzio e bario sono isomorfi, con una struttura cristallina ortorombica tipo PbCl2, gruppo spaziale Pnma, quattro unità di formula per cella elementare. Per CaH2 le costanti di reticolo risultano a = 593,6 pm, b = 360,0 pm e c = 683,8 pm.

## Proprietà
L'idruro di calcio solido è abbastanza stabile all'aria, ma viene lentamente attaccato in presenza di umidità, liberando idrogeno e convertendosi nell'idrossido. Per riscaldamento sotto vuoto CaH2 si decompone senza fondere. Se riscaldato all'aria sopra 500 ºC reagisce con l'ossigeno con una reazione fortemente esotermica:
{\displaystyle {\ce {CaH2 + O2 -> CaO + H2O}}}
Ad alta temperatura reagisce anche con cloro, azoto, monossido e diossido di carbonio e ammoniaca.
L'idruro di calcio è un riducente forte, ma meno forte degli idruri dei metalli alcalini. Si decompone con acqua, acidi diluiti, alcoli, ammine e altri solventi protici, liberando idrogeno. Con l'acqua la reazione è rapida e fortemente esotermica, ma non così esotermica da incendiare l'idrogeno prodotto.
{\displaystyle {\ce {CaH2 + 2 H2O -> Ca(OH)2 + 2 H2}}}

## Applicazioni
La reattività decisa ma non violenta dell'idruro di calcio lo rende molto conveniente come riducente e come essiccante.
Come riducente è usato ad alta temperatura (600–1000 ºC) per ottenere metalli come titanio, zirconio, vanadio, niobio, uranio e torio a partire dai rispettivi ossidi. Ad esempio:
{\displaystyle {\ce {2 CaH2 + TiO2 -> Ti + 2 CaO + 2 H2}}}
Come essiccante è usato per rimuovere acqua da solventi e da gas; è possibile arrivare ad un contenuto residuo di acqua dell'ordine di 1 ppm.

## Tossicità / Indicazioni di sicurezza
Il composto è disponibile in commercio. CaH2 è una sostanza fortemente alcalina e molto reattiva; a contatto con acqua e umidità libera idrogeno (gas infiammabile) e può produrre notevole quantità di calore, con effetti caustici per contatto con occhi, pelle e mucose.